# Texline (Texas)
Texline es un pueblo ubicado en el condado de Dallam en el estado estadounidense de Texas. En el Censo de 2010 tenía una población de 507 habitantes y una densidad poblacional de 192,67 personas por km².

## Geografía
Texline se encuentra ubicado en las coordenadas 36°22′35″N 103°1′8″O / 36.37639, -103.01889. Según la Oficina del Censo de los Estados Unidos, Texline tiene una superficie total de 2.63 km², de la cual 2.63 km² corresponden a tierra firme y (0%) 0 km² es agua.

## Demografía
Según el censo de 2010, había 507 personas residiendo en Texline. La densidad de población era de 192,67 hab./km². De los 507 habitantes, Texline estaba compuesto por el 77.32% blancos, el 0% eran afroamericanos, el 0.79% eran amerindios, el 0% eran asiáticos, el 0% eran isleños del Pacífico, el 14.4% eran de otras razas y el 7.5% pertenecían a dos o más razas. Del total de la población el 35.5% eran hispanos o latinos de cualquier raza.